# Zawisłocze (Tryńcza)
Zawisłocze – osada wsi Tryńcza w Polsce położona w województwie podkarpackim, w powiecie przeworskim, w gminie Tryńcza, w sołectwie Tryńcza.
W latach 1975–1998 osada położona była w województwie przemyskim.
Zawisłocze leży na lewym brzegu Wisłoka, przy drodze krajowej nr 77 i drodze w kierunku Chodaczowa. Zawisłocze obejmuje 70 domów.